# Сан Бернардо (Кунео)
Сан Бернардо (итал. San Bernardo) је насеље у Италији у округу Кунео, региону Пијемонт.
Према процени из 2011. у насељу је живело 405 становника. Насеље се налази на надморској висини од 533 м.